# Марьевка (Добровеличковская поселковая община)
Ма́рьевка (укр. Мар'ївка) — село в Добровеличковской поселковой общине Новоукраинского района Кировоградской области Украины.
До 2020 года входило в Добровеличковский район
Население по переписи 2001 года составляло 186 человек. Почтовый индекс — 27000. Телефонный код — 5253. Занимает площадь 0,54 км². Код КОАТУУ — 3521755102.